# Pidonia effracta
Pidonia effracta är en skalbaggsart som beskrevs av Holzschuh 1998. Pidonia effracta ingår i släktet Pidonia och familjen långhorningar. Inga underarter finns listade i Catalogue of Life.